# Church Gresley
Church Gresley est un grand village et une ancienne paroisse civile du district de South Derbyshire, dans le Derbyshire, en Angleterre. Le village est situé entre Castle Gresley et la ville de Swadlincote, avec laquelle il est contigu.